# Tom McGuire
Tom McGuire, (1er septembre 1873 Lancashire - 6 mai 1954  Hollywood, États-Unis), est un acteur britannique. Il a joué dans plus d'une centaine de films aux États-Unis.

## Filmographie partielle
- 1921 : Une bonne fortune (The Girl in the Taxi) de Lloyd Ingraham
- 1921 : Cinderella of the Hills de Howard M. Mitchell
- 1922 : A Front Page Story de Jess Robbins
- 1922 : The Ladder Jinx de Jess Robbins
- 1923 : La Brebis égarée (The Spoilers) de Lambert Hillyer
- 1923 : Why Women Remarry de John Gorman
- 1923 : April Showers de Tom Forman
- 1924 : The Reckless Age de Harry A. Pollard
- 1926 : The Better 'Ole de Charles Reisner
- 1926 : The Little Giant de William Nigh
- 1926 : Ferme au poste (My Own Pal) de John G. Blystone
- 1927 : The Missing Link de Charles Reisner
- 1928 : Cadet d'eau douce (Steamboat Bill Jr.) de Buster Keaton et Charles Reisner
- 1930 : L'Intruse (City Girl) de F.W. Murnau
- 1931 : Élection orageuse (Politics) de Charles Reisner
- 1933 : The Chief de Charles Reisner
- 1933 : Mama Loves Papa de Norman Z. McLeod
- 1934 : A Very Honorable Guy de Lloyd Bacon
- 1934 : You Can't Buy Everything de Charles Reisner
- 1935 : Une nuit à l'opéra (A Night at the Opera), de Sam Wood et Edmund Goulding
- 1936 : Charlie Chan à l'Opéra (Charlie Chan at the Opera) de H. Bruce Humberstone
- 1936 : Le Mystère de Mason Park (Two in the Dark) de Benjamin Stoloff
- 1941 : L'Homme de la rue (Meet John Doe) de Frank Capra
- 1943 : The Good Fellows de Jo Graham
- 1947 : La Vie secrète de Walter Mitty (The Secret Life of Walter Mitty) de Norman Z. McLeod